# Адамувка (гмина)
Адамувка (пол. Adamówka) — сельская гмина (волость) в Польше, входит как административная единица в Пшеворский повет, Подкарпатское воеводство. Население — 4223 человека (на 2004 год).

## Демография
| Перепись                       | Всего   | Всего | Женщины | Женщины | Мужчины | Мужчины |
| ------------------------------ | ------- | ----- | ------- | ------- | ------- | ------- |
| Единицы                        | человек | %     | человек | %       | человек | %       |
| Население                      | 4223    | 100   | 2100    | 49,7    | 2123    | 50,3    |
| Плотность населения (чел./км²) | 31,5    | 31,5  | 15,6    | 15,6    | 15,8    | 15,8    |

## Соседние гмины
1. Гмина Курылувка
2. Гмина Лежайск
3. Гмина Сенява
4. Гмина Стары-Дзикув
5. Гмина Тарногруд
6. Гмина Вёнзовница